# Kan Jing
Kan Jing (Gan Ying) katonai követ volt, aki a Keleti Han-dinasztia idején, i. sz. 97-ben azt a feladatot kapta Pan Csao (Ban Chao) 班超 (32-102) tábornoktól, hogy jusson el a Római Birodalomba. Habár Kan Jing (Gan Ying) magát a Római Birodalmat valószínűleg nem érte el, a történelmi források szerint ő tekinthető a legtávolabbi nyugati területekre eljutott ókori kínai utazónak.

## Útja
Életéről kevés hitelt érdemlő feljegyzés maradt fenn, úti beszámolójának részletei a Kései Han-dinasztia hivatalos történeti művében, a Hou Han su (Hou Han shu)ban olvashatók.
Kan Jing (Gan Ying) abban a Pan Csao (Ban Chao) által vezetett 70 000 fős seregben szolgált, amely egészen Parthia nyugati határáig jutott el. Habár Kan Jing (Gan Ying) magát a Római Birodalmat valószínűleg nem érte el, a történelmi források szerint mégis ő tekinthető a legtávolabbi nyugati területekre eljutott ókori kínai utazónak.
A Hou Han su (Hou Han shu) így ír:

„A 9. évben (i. sz. 97), Pan Csao (Ban Chao) elküldte segédjét, Kan Jing (Gan Ying)et egészen a nyugati tenger partjaihoz. A korábbi nemzedékek közül még soha senki nem járt azokon a vidékeken, még a San-haj-csing (Shanhaijing) sem adott róluk leírást. Visszatértekor Kan (Gan) részletesen beszámolt azoknak az országoknak a földjéről és szokásairól.”

A Hou Han su (Hou Han shu) egy másik helyen (88. fejezet) is említést tesz az eseményről:

„Jung-jüan (Yongyuan) 9. évében, Pan Csao (Ban Chao) elküldte segédjét, Kan Jing (Gan Ying)et Ta-csin (Daqin) 大秦 (azaz Róma) birodalmába, Tiao-cse (Tiaozhi) 條支 földjén keresztül, ő maga pedig a Nagy Tenger (Perzsa-öböl) partjaira érkezett, An-hszi (Anxi) 安息 (vagyis Parthia) nyugati határához.”

Kan Jing (Gan Ying) beszámolója a Római Birodalomról (Ta-csin (Daqin)) nagyrészt másodkézből származó információkon alapulhatott. A birodalmat a tengertől nyugatra helyezi el:

„Az ország területe sok ezer li (kínai mérföld, kb. fél kilométer), több mint négyszáz fallal körülvett városa van. Több tucatnyi kisebb állam tartozik alá. A városok falai kőből épültek. Az utak mentén katonai állomások sorakoznak. … Pínea és ciprusfák nőnek.”

Nerva császár örökbefogadáson alapuló monarchiáját, a rómaiak testi tulajdonságait és termékeit is leírja:

„A király személye nem állandó, hanem a legméltóbb embert választják erre a tisztségre… Az ország lakói magasak és szabályos testalkatúak. Hasonlítanak a kínaiakra, ezért hívják az országot Ta-csin (Daqin)nek (»Nagy«  (Csin, Qin)… A földjük sok aranyat, ezüstöt és más ritka ásványkincset rejt, köztük azt, amely éjszaka is ragyog… Aranyfonállal hímezik ruháikat, és sokféle színes szőnyeget készítenek, arannyal festett és tűzben edzett (azbeszt) szöveteket készítenek.”

Végül Kan Jing (Gan Ying) a Római Birodalmat helyesen úgy határozza meg, hogy az a selyemút nyugati végállomása és fő csomópontja:

„Ebből az országból származik az idegen országok minden csodálatos és ritka terméke.”